# Bernardo Silva
Bernardo Mota Veiga de Carvalho e Silva (Lisabon, 10. listopada 1994.), poznatiji kao Bernardo Silva, je portugalski nogometaš, koji trenutačno igra za nogometni klub Manchester City i portugalsku nogometnu reprezentaciju. Započeo je svoju profesionalnu karijeru u Benfici. Debitirao je u listopadu 2013. godine s 19 godina. Godinu dana kasnije je poslan na posudbu u Monaco. Za Monaco je odigrao svoju prvu utakmicu 17. kolovoza 2014. godine kao zamjena za Lucasa Ocamposa. Početkom 2015. godine je Silva prodan Monacu za 15,75 milijuna eura. U svibnju 2017. je postao prvo pojačanje Manchester Cityja za 2017./18. sezonu. U ožujku 2015. godine je debitirao za Portugal protiv Zelenortske Republike u Estorilu. Zbog ozljede je Silva morao propustiti Europsko prvenstvo u Francuskoj. U rujnu 2016. godine je Bernardo zabio svoj prvi pogodak u kvalifikacijskoj utakmici protiv Gibraltara. Portugalac je i dva puta asistirao u tom dvoboju.